# De Gelderhorst
De Gelderhorst is een landelijk centrum voor oudere doven in de Gelderse plaats Ede.

## Geschiedenis

### Baarn
In 1953 werd door de Nederlandse Christelijke Bond voor Doven (NCBD) in Baarn voor 20.000 gulden een villa aangekocht waar doven bij elkaar konden wonen. Deze villa aan de De Beaufortlaan kreeg de naam Dovenvreugd. Initiatiefnemers hiervoor waren de toenmalige voorzitter van de NCBD en directeur van het Christelijk Instituut Effatha de heer C. Timmer en mevrouw Vertregt-Oussoren, docente bij Effatha. Dovenvreugd was niet alleen bedoeld als woonoord voor oudere doven, maar ook als ontmoetingsplaats en vakantieverblijf voor doven van alle leeftijden.

### Ede
Toen de villa te klein werd voor het groeiende aantal bewoners, ging men op zoek naar een nieuwe locatie voor de huisvesting en verzorging van met name oudere doven. In de nieuwbouwwijk Veldhuizen in Ede werd aan de Pollenstein een geschikte locatie gevonden en in 1972 werd De Gelderhorst geopend. Dit tehuis bood onderdak aan 103 dove ouderen.
In 1997 verhuisde De Gelderhorst naar de wijk Rietkampen in het zuiden van Ede, waar aan de Willy Brandtlaan een zorgcentrum werd geopend voor 83 dove bewoners met huisvesting voor 81 zelfstandig wonende oudere doven.
De Gelderhorst is het enige verzorgingshuis in Nederland specifiek voor doven.

## Andere projecten
Naast huisvesting is er dagverzorging voor dove ouderen uit Ede en omstreken en er is een huiskamerproject voor doofblinden. Er is een substitutieproject voor psychogeriatrische en somatische bewoners.
Dagverzorging wordt ook aangeboden in Rotterdam, Best, Dordrecht, Heerhugowaard, Zoetermeer, Soesterberg en Hoogeveen.